# Dirk van Gulik (1868-1935)
Dirk van Gulik (Grouw, 17 juli 1868 − Wageningen, 26 februari 1935) was een Nederlands hoogleraar meteorologie en rector magnificus.

## Biografie
Van Gulik was een zoon van predikant ds. Augustus van Gulik (1838-1918) en Alida Maria Donker (1841-1914). Hij trouwde in 1897 met Catharina Kingma Boltjes (1870-1960) en zij waren de ouders van kunstenaar Dirk van Gulik (1904-1982). Ze waren ook geparenteerd aan chirurg dr. Menzo Pieter Kingma Boltjes (1880-1944) en prof. dr. ir. Tjomme Ynte Kingma Boltjes (1901-2000).
Van Gulik deed examen aan het gymnasium in Leeuwarden en studeerde vervolgens af in de wis- en natuurkunde te Groningen. Vervolgens was hij verbonden aan zijn alma mater om daarna leraar te worden te Doetinchem en Apeldoorn. In 1896 promoveerde hij te Groningen op Een onderzoek naar de oorzaak der door Branly ontdekte verschijnselen van weerstandsverandering onder electrische invloeden. In 1902 trad hij in dienst van de latere Wageningen University & Research waar hij, toen het een universiteit werd, in 1918 tot hoogleraar werd benoemd met als leeropdrachten natuurkunde, meteorologie en klimatologie; in het tweede studiejaar 1919-1920 was hij rector magnificus van de universiteit. In 1917 deed hij onderzoek naar het gebruik van de wichelroede en toonde aan dat dit gebruik onzin was. Hij publiceerde verschillende werken, met name over onweer en bliksems, landbouwweerkunde, nachtvorst. Hij was voorts secretaris van het het college van curatoren van het KNMI.
Nog in de jaren 1970 en 1980 werd aan zijn werk in de media gerefereerd.
Prof. dr. D. van Gulik was sinds 1925 Ridder in de Orde van de Nederlandse Leeuw en overleed in 1935 op 66-jarige leeftijd; zijn weduwe overleefde hem 25 jaar en overleed in 1960 op 90-jarige leeftijd.